# Rjúkjúi Királyság
A Rjúkjúi Királyság (japánul: 琉球王国, Rjúkjú Ókoku, Hepburn-átírással: Ryūkyū Ōkoku; rjúkjúiul: 琉球國, Rūchū-kuku; hagyományos kínai: 琉球國, egyszerűsített kínai: 琉球国, népszerű magyaros: Liucsiu Kuo, pinjin: Liúqiú Guó) egy független állam volt a Rjúkjú-szigetek területén 1429 és 1879 között. Az Okinava szigetén található három állam: Hokuzan, Nanzan és Csúzan egyesülésével jött létre, miután Csúzan királya meghódította a másik két államot. Csúzan 1372-ben a kínai császár hűbérese lett, ami az egyesítés után is folytatódott, majd 1609-ben a szacumai szamurájok invázióját követően Japán hűbéresévé is vált az ország. Ezt követően folytathatta önálló működését az állam egészen 1872-ig, amikor a japánok előbb szoros ellenőrzés alá vonták azt, majd 1879-ben annektálták, így a Rjúkjúi Királyság megszűnt létezni.

## Történelem

### Kezdetek
Az első jelentősebb államok a 12. században kezdtek szerveződni Okinava szigetén, amely egészen 1429-ig három királyság igazgatása alatt állt. Ezek mindegyikének az élén egy király  állt, és külön nemességgel, földesurakkal (adzsi) rendelkeztek. A 12 század végén kezdtek a királyok várakat (guszuku) építeni, ami miatt egyik fél sem tudott a többi fölé kerekedni. A középső Csúzan rendelkezett a legjobb termőföldekkel és kikötőkkel, tőle délre feküdt a szintén jó adottsággal, ám legkisebb területtel rendelkező Nanzan, északon, a hegyekkel és erdőkkel borított területen pedig Hokuzan. Csúzan fővárosa Suri volt, amely Naha kikötővárosa és Kumemura, a hagyományos kínai tudományok helyi központja mellett feküdt.
Csúzan 1372-ben vált a kínai Ming-dinasztia vazallusává, aminek köszönhetően a terület fejlődésnek indult. Sok kínai utazott ebben a korban a szigetekre, hogy a kormányzat szolgálatába álljon vagy üzleteljen. Rjúkjú királyának kérésére a Ming-dinasztiából származó Hung-vu (Hongwu) császár 1392-ben 36 fucsien (fujian)i kínai családot küldött a szigetre, hogy segítsenek a tengeri ügyekben. Sok későbbi rjúkjúi hivatalnok az ő leszármazottjuk volt. A kínaiak segítették a rjúkjúiakat a technológiai fejlődésben és a diplomáciai kapcsolatokban. Li Hung-csang (Li Hongzhang) Csing (Qing) császári hivatalnok Ulysses S. Granttel folytatott beszélgetés során azt mondta, hogy Kína kapcsolata a szigetekkel különleges volt, ők évszázadokon keresztül fizettek adót, míg a kínaiak különböző kereskedelmi jogokat tartottak fent nekik egy baráti és gyümölcsöző együttműködésben.
A vazallussá válásnak nagy szerepe volt abban, hogy a Ming-dinasztia Csúzan királyait ismerte el a sziget uralkodóiként. A 15. század elején Só Hasi lett Csúzan királya, aki 1416-ban elfoglalta Hokuzant és 1429-ben Nanzant, ezzel egyesítve a három királyságot egy állammá, és létrehozta a Rjúkjúi Királyságot. Hasinak a Ming császár 1421-ben adományozta a Só (kínaiul sang, 尚) családnevet.

### Aranykor
A Rjúkjúi Királyság két évszázadon keresztül jelentősen fejlődött, mint a Délkelet-Ázsia és Kelet-Ázsia közötti tengeri kereskedelem kulcsfontosságú szereplője. A tengeri aktivitás hátterében a Ming-dinasztiával kötött hűbéri viszony folytatódása volt, amelyet Csúzan 1372-ben,  Nanzan és Hokuzan pedig 1380-ban és 1383-ban kötött. Kína hajókat biztosított a tengeri kereskedelemhez, engedélyezte meghatározott számú rjúkjúi számára a pekingi Császári Akadémián való tanulást és hivatalosan elismerte Csúzan királyának fennhatóságát a területen, így a rjúkjúi hajók hivatalosan is kereskedhettek a Ming kikötőkben. A rjúkjúi hajók számos területet bejártak a térségben, mint Koreát, Japánt, Kínát, Sziámot (Ajuthajá Királyság), a Malakkai Szultánságot, Indonéziát, Vietnámot, a Pattani Királyságot és egyéb államokat.
A kínai haj csin (海禁, pinjin: hai jin) politika, ami a külfölddel folytatott kereskedelmet a vazallusokra és a hivatalosan engedélyezett államokra korlátozta, valamint az ezzel párosuló Ming politika, ami Rjúkjúnak kedvezményes elbánást biztosított, mintegy 150 évi fejlődést eredményezett. 1477-ben Só Sin, Só En fia került trónra, aki egészen 1526-ig uralkodott. Jelentős gazdasági és kulturális intézkedéseket hozott meg uralkodása alatt, amelyet sokan a Rjúkjú-szigetek egyik aranykorának tartanak. A szigeten már a 15. században ismertek voltak a lőfegyverek, amelyek 1466-ban innen kerültek át Japánba, ám több régészeti lelet is azt bizonyítja, hogy a lőfegyvereket már ez előtt is ismerték Okinaván.
A 16. század végén azonban a királyság addig virágzó gazdasága romlani kezdett. A japán kalózok, a vakók által jelentett veszély csökkenése és egyéb okok miatt a királyság elvesztette az addigi kedvezményezett helyét a Ming udvarban, és a növekvő európai tengeri konkurencia is komoly gondokat okozott.

### Japán megszállás
1590-ben Tojotomi Hidejosi segítséget kért a királyságtól Korea elfoglalásában. Siker esetén Tojotomi következő célja Kína elfoglalása volt. Mivel a királyság a Mingek hűbérese volt, a kérést elutasították. A Tojotomi halála után létrejövő Edo-bakufu jóváhagyta Simazu Tadacunénak, a Szacuma han daimjójának, hogy hadsereget küldjön a Rjúkjú-szigetek meghódítására. Ő 1609-ben 13 dzsunkával és 2500 szamurájjal érkezett a királyság területére, és gyors sikereket ért el. A helyi lakosok igen kis ellenállást tanúsítottak, mivel nem rendelkeztek számottevő katonai erővel, ráadásul királyuk, Só Nei megparancsolta nekik, hogy ne áldozzák fel feleslegesen életüket.
A királyt fogolyként előbb Szacumába, majd a sógunátus központjába, Edóba (a mai Tokió) vitték és csak két év múlva engedték szabadon. Ezután visszatérhetett a királyságba, ezt követően Rjúkjú uralkodói nemcsak a kínai császárnak, de a japán sógunnak is adót fizettek. Só Nei azonban továbbra is a kínaiakkal igyekezett a legszorosabb kapcsolatokat ápolni, s edói száműzetése során információkhoz jutott a Tajvan ellen tervezett Tokugava-invázióról, amelyről aztán szabadulását követően értesítette a Mingeket.
Területi veszteséget is elszenvedett a királyság, ugyanis az Amami-Ósima-szigetek a Szacuma hanhoz került. 1655-ben az Edo-bakufu jóváhagyta a királyság Kínába történő adófizetését, a kínaiakkal fennálló hűbéri viszonyt csupán 1874-ben szüntették meg.
1872. március 11-én Japán szoros ellenőrzés alá vonta a szigeteket, és létrehozta rajta Rjúkjú tartományt, amivel megsértette a kínai érdekeket. A királyság hanként Japán részévé vált. A területet kezdetben a külügyminisztérium irányította, hogy fenntartsák a függetlenség látszatát, ám 1875-től már a belügyminisztérium igazgatása alatt állt. A tényleges annexióra 1879-ben került sor, amikor a Rjúkjú-szigeteket Okinava prefektúrává szervezték át, az Amami-Ósima-szigetek, amelyeket a Szacuma hanba olvasztottak, pedig Kagosima prefektúra részévé váltak. Az utolsó királyt, Só Tait Tokióba kényszerítették, ahol kárpótlásként márki címet kapott. Az ő 1901-es halála csökkentette a történelmi kapcsolatot a volt királysággal. A Kínát irányító Csing-dinasztia jó ideig nem kívánta ezt elfogadni, azonban az első kínai–japán háborút lezáró 1895-ös simonoszeki békében lemondott a szigetcsoport iránti minden követelésről.

## Fordítás
- Ez a szócikk részben vagy egészben  a   Ryūkyū Kingdom című angol Wikipédia-szócikk ezen változatának fordításán alapul.  Az eredeti cikk szerkesztőit annak laptörténete sorolja fel. Ez a jelzés csupán a megfogalmazás eredetét és a szerzői jogokat jelzi, nem szolgál a cikkben szereplő információk forrásmegjelöléseként.